# III liga polska w piłce nożnej (1957)
III liga polska w piłce nożnej (1957) – 5. edycja rozgrywek trzeciego poziomu ligowego piłki nożnej mężczyzn w Polsce. Rozgrywki prowadzone w 15 okręgach (17 grupach), następnie zwycięzcy grup występują w eliminacjach do II ligi. W eliminacjach brało udział 16 drużyn grając w 4 grupach systemem kołowym.
| Poziomy rozgrywkowe w sezonie 1957 | Poziomy rozgrywkowe w sezonie 1957 | Poziomy rozgrywkowe w sezonie 1957            |
| Rozgrywki                          | P                                  | Nazwa                                         |
| ---------------------------------- | ---------------------------------- | --------------------------------------------- |
| Centralne                          | I                                  | I Liga                                        |
| Centralne                          | II                                 | II Liga (2 grupy)                             |
| Makroregionalne Okręgowe           | III                                | III Liga (15 grup okręgowych) (razem 17 grup) |
| Wojewódzkie (17 okręgów)           | IV                                 | A klasa                                       |
| Wojewódzkie (17 okręgów)           | V                                  | B klasa                                       |
| Wojewódzkie (17 okręgów)           | VI                                 | C klasa                                       |
| Wojewódzkie (17 okręgów)           | VII                                | D klasa                                       |

## Nowe zespoły
| (s) Spadkowicze z II ligi |
| --- |
| Z powodu powiększenia do 24 drużyn nikt nie spadł z II ligi |
| (b) Beniaminki z lig okręgowych |
| I gr.: Wawel Wirek (Ruda Śl.), Silesia Miechowice (Bytom), Stal Bielsko, Słowian Katowice, Rapid Wełnowiec (Katowice), Walka Makoszowy (Zabrze), Stal Zabrze, Lubliniecki KS, Stal Łagiewniki (Bytom)                               |
| II gr.: Cracovia II, Unia Tarnów, Wawel II Kraków, Okocimski KS Brzesko, Sandecja Nowy Sącz, Wisła II Kraków, Górnik Brzeszcze, Fablok Chrzanów, Szczakowianka Jaworzno, Garbarnia II Kraków, Dalin Myślenice, Włókniarz II Chełmek |
| III gr.: Lotnik Warszawa, Legia II Warszawa, Gwardia Białystok, Orzeł Warszawa, Mazur Karczew, Żyrardowianka Żyrardów |
| IV gr.: Flota Gdynia, Start Gdańsk, SKS Starogard Gdański, Wisła Tczew, Budowlani Gdynia, Włókniarz Starogard Gdański |
| V gr.: Lech II Poznań, Dyskobolia Grodzisk Wlkp., Sparta Szamotuły |
| VI gr.: Bielawianka Bielawa, Olimpia Kowary, Garbarnia Chojna, Górnik Thorez Wałbrzych |
| VII gr.: Czarni Jasło, Sanoczanka Sanok, Stal Dęba, Czuwaj Łańcut |
| VIII gr.: ŁKS II Łódź, KSZO Ostrowiec Świętokrzyski, Czarni Radomsko |
| IX gr.: Gryf Słupsk, Czarni Słupsk, Czarni Szczecin, Ina Goleniów, AZS Szczecin, Granit Koszalin |
| X gr.: Victoria Częstochowa, Raków Częstochowa, Zagłębianka Będzin, Warta Zawiercie, Sarmacja Będzin, Stal Poręba, Stal II Sosnowiec, CKS Czeladź                                                                                   |
| XI gr.: Cuiavia Inowrocław, Wisła Grudziądz, Olimpia Grudziądz, Unia Wąbrzeźno, Unia Włocławek, Czarni Nakło, Stal Włocławek |
| XII gr.: OKS Olsztyn, Granica Kętrzyn, Sokół Ostróda, Jeziorak Iława, Olimpia Olsztynek, Gwardia Olsztyn, Drwęca Nowe Miasto, Działdowiczanka Działdowo                                                                             |
| XIII gr.: KS 92 Krapkowice, Stal Zawadzkie, Czarni Głuchołazy, Polonia Nysa, Stal Ozimek, Sparta Kluczbork, Włókniarz Dobrzeń |
| XIV gr.: Hetman Zamość, Stal Kraśnik, Technik Zamość, Unia Lublin |
| XV gr.: Promień Żary, Unia Gorzów, Odra Krosno Odrzańskie, Orzeł Międzyrzecz, Iskra Wymiarki, Termostal Świebodzin, Budowlani Gozdnica                                                                                              |

## Grupa I (katowicka)

### Grupa A
| Lp.    | Drużyna                               | M   | Z  | R  | P  | Bramki | Bramki | Różn. | Pkt. | Uwagi             |
| ------ | ------------------------------------- | --- | -- | -- | -- | ------ | ------ | ----- | ---- | ----------------- |
| 1      | Wawel Wirek (Nowy Bytom)(b)           | 22  | 14 | 5  | 3  | 51     | 34     | +17   | 33   | Baraże do II ligi |
| 2      | Slavia Ruda                           | 22  | 12 | 7  | 3  | 36     | 18     | +18   | 31   |                   |
| 3      | Start Chorzów                         | 22  | 11 | 8  | 3  | 37     | 20     | +17   | 30   |                   |
| 4      | Siemianowiczanka Siemianowice Śląskie | 22  | 13 | 3  | 6  | 54     | 31     | +23   | 29   |                   |
| 5      | Silesia Miechowice (Bytom)(b)         | 22  | 11 | 6  | 5  | 39     | 32     | +7    | 28   |                   |
| 6      | Podlesianka Podlesie                  | 22  | 10 | 5  | 7  | 38     | 34     | +4    | 25   |                   |
| 7      | Stal Mikołów                          | 22  | 7  | 8  | 7  | 36     | 35     | +1    | 22   |                   |
| 8      | Stal Bielsko-Biała(b)                 | 22  | 7  | 5  | 10 | 41     | 36     | +5    | 19   |                   |
| 9      | Słowian Katowice(b)                   | 22  | 6  | 6  | 10 | 35     | 36     | -1    | 18   |                   |
| 10     | Motor Siemianowice Śląskie            | 22  | 3  | 5  | 14 | 18     | 60     | -42   | 11   | Spadek do klasy A |
| 11     | Rapid Wełnowiec (Katowice)(b)         | 22  | 3  | 3  | 16 | 30     | 48     | -18   | 9    | Spadek do klasy A |
| 12     | Kolejarz Katowice                     | 22  | 2  | 5  | 15 | 16     | 47     | -31   | 9    | Spadek do klasy A |
| Tabela | Tabela                                | 264 | 99 | 66 | 99 | 431    | 431    |       | 264  |                   |

- W 1956 roku zmiana nazwy miasta Stalinogród na Katowice.

### Grupa B
| Lp.    | Drużyna                     | M   | Z   | R  | P   | Bramki | Bramki | Różn. | Pkt. | Uwagi             |
| ------ | --------------------------- | --- | --- | -- | --- | ------ | ------ | ----- | ---- | ----------------- |
| 1      | Ruch Radzionków             | 22  | 13  | 3  | 6   | 46     | 23     | +23   | 29   | Baraże do II ligi |
| 2      | Walka Makoszowy (Zabrze)(b) | 22  | 11  | 6  | 5   | 38     | 28     | +10   | 28   |                   |
| 3      | Stal Zabrze(b)              | 22  | 11  | 4  | 7   | 33     | 31     | +2    | 26   |                   |
| 4      | GKS Gliwice                 | 22  | 9   | 7  | 6   | 50     | 35     | +15   | 25   |                   |
| 5      | BBTS Bielsko-Biała          | 22  | 10  | 5  | 7   | 61     | 40     | +21   | 25   |                   |
| 6      | Polonia Piekary Śląskie     | 22  | 10  | 3  | 9   | 48     | 39     | +9    | 23   |                   |
| 7      | Górnik Świętochłowice       | 22  | 10  | 2  | 10  | 37     | 38     | -1    | 22   |                   |
| 8      | Pogoń Nowy Bytom            | 22  | 7   | 6  | 9   | 31     | 38     | -7    | 20   |                   |
| 9      | Naprzód Janów               | 22  | 8   | 4  | 10  | 40     | 48     | -8    | 20   |                   |
| 10     | Lubliniecki KS Lubliniec(b) | 22  | 4   | 9  | 9   | 17     | 33     | -16   | 17   | Spadek do klasy A |
| 11     | Baildon Katowice            | 22  | 7   | 3  | 12  | 33     | 59     | -26   | 17   | Spadek do klasy A |
| 12     | Stal Łagiewniki (Bytom)(b)  | 22  | 5   | 2  | 15  | 29     | 51     | -22   | 12   | Spadek do klasy A |
| Tabela | Tabela                      | 264 | 105 | 54 | 105 | 463    | 463    |       | 264  |                   |

- Zmiany nazw: Stal na Pogoń Nowy Bytom, Sparta na GKS Gliwice oraz Sparta na BBTS Bielsko-Biała

## Grupa II (krakowska)

### Grupa A (wschodnia)
Po zakończeniu rozgrywek usunięto wyniki rezerw Cracovi i Wawela Kraków, aby nie wpływały na tabelę przy spadkach i awansach.
| Lp.    | Drużyna                    | M   | Z | R | P | Bramki | Bramki | Różn. | Pkt. | Uwagi            |
| ------ | -------------------------- | --- | - | - | - | ------ | ------ | ----- | ---- | ---------------- |
| 1      | Cracovia II(b)             | 22  |   |   |   | 59     | 22     | +37   | 35   | Wyniki anulowano |
| 2      | Unia Tarnów(b)             | 22  |   |   |   | 42     | 23     | +19   | 30   |                  |
| 3      | Wawel II Kraków(b)         | 22  |   |   |   | 55     | 34     | +21   | 30   | Wyniki anulowano |
| 4      | Metal Tarnów               | 22  |   |   |   | 37     | 33     | +4    | 27   |                  |
| 5      | Hutnik Nowa Huta (Kraków)  | 22  |   |   |   | 53     | 27     | +26   | 26   |                  |
| 6      | Dąbski Kraków              | 22  |   |   |   | 35     | 42     | -7    | 20   |                  |
| 7      | Tarnovia Tarnów            | 22  |   |   |   | 36     | 43     | -7    | 20   |                  |
| 8      | Okocimski KS Brzesko(b)    | 22  |   |   |   | 29     | 39     | -10   | 19   |                  |
| 9      | Stal Kabel Kraków          | 22  |   |   |   | 20     | 31     | -11   | 17   |                  |
| 10     | Kolejarz Prokocim (Kraków) | 22  |   |   |   | 32     | 41     | -9    | 17   |                  |
| 11     | Bieżanowianka Kraków       | 22  |   |   |   | 34     | 43     | -9    | 14   |                  |
| 12     | Sandecja Nowy Sącz(b)      | 22  |   |   |   | 24     | 78     | -54   | 9    |                  |
| Tabela | Tabela                     | 264 |   |   |   | 456    | 456    |       | 264  |                  |

Tabela po korekcie
| Lp.    | Drużyna                    | M   | Z | R | P | Bramki | Bramki | Różn. | Pkt. | Uwagi             |
| ------ | -------------------------- | --- | - | - | - | ------ | ------ | ----- | ---- | ----------------- |
| 1      | Unia Tarnów(b)             | 18  |   |   |   | 34     | 18     | +16   | 25   | Baraże gr.A i B   |
| 2      | Hutnik Nowa Huta (Kraków)  | 18  |   |   |   | 46     | 18     | +28   | 23   |                   |
| 3      | Metal Tarnów               | 18  |   |   |   | 31     | 23     | +8    | 23   |                   |
| 4      | Dąbski Kraków              | 18  |   |   |   | 31     | 29     | +2    | 20   |                   |
| 5      | Tarnovia Tarnów            | 18  |   |   |   | 29     | 30     | -1    | 19   |                   |
| 6      | Stal Kabel Kraków          | 18  |   |   |   | 22     | 21     | +1    | 17   |                   |
| 7      | Okocimski KS Brzesko(b)    | 18  |   |   |   | 24     | 29     | -5    | 17   |                   |
| 8      | Kolejarz Prokocim (Kraków) | 18  |   |   |   | 26     | 27     | -1    | 16   |                   |
| 9      | Bieżanowianka Kraków       | 18  |   |   |   | 27     | 33     | -6    | 12   | Spadek do klasy A |
| 10     | Sandecja Nowy Sącz(b)      | 18  |   |   |   | 22     | 64     | -42   | 8    | Spadek do klasy A |
| Tabela | Tabela                     | 180 |   |   |   | 292    | 292    |       | 180  |                   |

- Zmiany nazw: Stal Huta im. Lenina Kraków na Hutnik Nowa Huta, Stal na Metal Tarnów, Sparta-Dąbski na Dąbski Kraków, Sparta-Tarnovia na Tarnovia, Sparta-Bieżanowianka na Bieżanowianka Kraków.

### Grupa B (zachodnia)
Po zakończeniu rozgrywek usunięto wyniki rezerw Wisły Kraków, Garbarnii Kraków oraz KS Chełmka, aby nie wpływały na tabelę przy spadkach i awansach.
| Lp.    | Drużyna                   | M   | Z | R | P | Bramki | Bramki | Różn. | Pkt. | Uwagi            |
| ------ | ------------------------- | --- | - | - | - | ------ | ------ | ----- | ---- | ---------------- |
| 1      | Unia Oświęcim             | 24  |   |   |   |        |        |       | 33   |                  |
| 2      | Wisła II Kraków(b)        | 24  |   |   |   |        |        |       | 27   | Wyniki anulowano |
| 3      | Beskid Andrychów          | 24  |   |   |   |        |        |       | 27   |                  |
| 4      | Górnik Brzeszcze(b)       | 24  |   |   |   |        |        |       | 26   |                  |
| 5      | Fablok Chrzanów(b)        | 24  |   |   |   |        |        |       | 24   |                  |
| 6      | Koszarawa Żywiec          | 24  |   |   |   |        |        |       | 23   |                  |
| 7      | Czarni Żywiec             | 24  |   |   |   |        |        |       | 23   |                  |
| 8      | Szczakowianka Jaworzno(b) | 24  |   |   |   |        |        |       | 23   |                  |
| 9      | Garbarnia II Kraków(b)    | 24  |   |   |   |        |        |       | 22   | Wyniki anulowano |
| 10     | Wanda Nowa Huta (Kraków)  | 24  |   |   |   |        |        |       | 21   |                  |
| 11     | Dalin Myślenice(b)        | 24  |   |   |   |        |        |       | 19   |                  |
| 12     | Włókniarz II Chełmek(b)   | 24  |   |   |   |        |        |       | 14   | Wyniki anulowano |
| 13     | Dębnicki Kraków           | 24  |   |   |   |        |        |       | 9    |                  |
| Tabela | Tabela                    | 312 |   |   |   |        |        |       | 291  |                  |

- po sezonie wycofano rezerwy Włókniarza po spadku pierwszej drużyny

Tabela po korekcie
| Lp.    | Drużyna                   | M   | Z | R | P | Bramki | Bramki | Różn. | Pkt. | Uwagi             |
| ------ | ------------------------- | --- | - | - | - | ------ | ------ | ----- | ---- | ----------------- |
| 1      | Unia Oświęcim             | 18  |   |   |   | 68     | 23     | +45   | 28   | Baraże gr.A i B   |
| 2      | Wanda Nowa Huta (Kraków)  | 18  |   |   |   | 36     | 22     | +14   | 22   |                   |
| 3      | Koszarawa Żywiec          | 18  |   |   |   | 40     | 32     | +8    | 20   |                   |
| 4      | Beskid Andrychów          | 18  |   |   |   | 38     | 26     | +12   | 19   |                   |
| 5      | Górnik Brzeszcze(b)       | 18  |   |   |   | 32     | 34     | -2    | 19   |                   |
| 6      | Czarni Żywiec             | 18  |   |   |   | 32     | 40     | -8    | 17   |                   |
| 7      | Dalin Myślenice(b)        | 18  |   |   |   | 29     | 31     | -2    | 15   |                   |
| 8      | Fablok Chrzanów(b)        | 18  |   |   |   | 25     | 39     | -14   | 15   |                   |
| 9      | Szczakowianka Jaworzno(b) | 18  |   |   |   | 29     | 41     | -12   | 14   | Wycofana po sez.  |
| 10     | Dębnicki Kraków           | 18  |   |   |   | 19     | 60     | -41   | 11   | Spadek do klasy A |
| Tabela | Tabela                    | 180 |   |   |   | 348    | 348    |       | 180  |                   |

- Zmiany nazw: Budowlani na Wanda Nowa Huta, Unia na Czarni Żywiec oraz Stal na Koszarawa Żywiec (po fuzji ze Spartą)

### Baraże zwycięzców grup o awans do II ligi
- Unia Oświęcim: Unia Tarnów 3:1, 0:1
- Dodatkowy mecz rozegrany na stadionie Wawela Kraków: Unia Oświęcim – Unia Tarnów 2:0 (po dogrywce)

## Grupa III (warszawsko-białostocka)
| Lp.    | Drużyna                   | M   | Z   | R  | P   | Bramki | Bramki | Różn. | Pkt. | Uwagi             |
| ------ | ------------------------- | --- | --- | -- | --- | ------ | ------ | ----- | ---- | ----------------- |
| 1      | Polonia Warszawa          | 26  | 23  | 1  | 2   | 92     | 18     | +74   | 47   | Baraże o II ligę  |
| 2      | Legia II Warszawa(b)      | 26  | 15  | 5  | 6   | 90     | 27     | +63   | 35   |                   |
| 3      | Lotnik Warszawa(b)        | 26  | 17  | 0  | 9   | 67     | 33     | +34   | 34   |                   |
| 4      | Znicz Pruszków            | 26  | 13  | 5  | 8   | 53     | 51     | +2    | 31   |                   |
| 5      | Huragan Wołomin           | 26  | 11  | 8  | 7   | 37     | 40     | -3    | 30   |                   |
| 6      | Stal Okęcie (Warszawa)    | 26  | 8   | 9  | 9   | 58     | 66     | -8    | 25   |                   |
| 7      | Gwardia Białystok(b)      | 26  | 10  | 5  | 11  | 52     | 62     | -10   | 25   |                   |
| 8      | Mazur Ełk                 | 26  | 10  | 4  | 12  | 45     | 56     | -11   | 24   |                   |
| 9      | Orzeł Warszawa            | 26  | 11  | 2  | 13  | 42     | 57     | -15   | 24   |                   |
| 10     | Warszawianka Warszawa     | 26  | 10  | 3  | 13  | 38     | 44     | -6    | 23   |                   |
| 11     | Mazur Karczew(b)          | 26  | 9   | 4  | 13  | 51     | 59     | -8    | 22   |                   |
| 12     | AZS-AWF Warszawa          | 26  | 7   | 5  | 14  | 35     | 51     | -16   | 19   | Spadek do klasy A |
| 13     | Żyrardowianka Żyrardów(b) | 26  | 6   | 4  | 16  | 36     | 75     | -39   | 16   | Spadek do klasy A |
| 14     | Jedwabnik Milanówek       | 26  | 2   | 5  | 19  | 32     | 89     | -57   | 9    | Spadek do klasy A |
| Tabela | Tabela                    | 364 | 152 | 60 | 152 | 728    | 728    |       | 364  |                   |

- Zmiana nazwy: Stal PZO na Orzeł Warszawa[7]

## Grupa IV (gdańska)
| Lp.    | Drużyna                        | M   | Z | R | P | Bramki | Bramki | Różn. | Pkt. | Uwagi             |
| ------ | ------------------------------ | --- | - | - | - | ------ | ------ | ----- | ---- | ----------------- |
| 1      | Flota Gdynia(b)                | 18  |   |   |   | 49     | 14     | +35   | 31   | Baraże o II ligę  |
| 2      | Start Gdańsk(b)                | 18  |   |   |   | 56     | 33     | +23   | 25   |                   |
| 3      | Bałtyk Gdynia                  | 18  |   |   |   | 37     | 15     | +22   | 25   |                   |
| 4      | Wybrzeże Gdańsk                | 18  |   |   |   | 45     | 27     | +18   | 20   |                   |
| 5      | SKS Starogard Gdański(b)       | 18  |   |   |   | 29     | 25     | +4    | 17   |                   |
| 6      | Gedania Gdańsk                 | 18  |   |   |   | 35     | 32     | +3    | 16   |                   |
| 7      | Arka Gdynia                    | 18  |   |   |   | 27     | 30     | -3    | 16   |                   |
| 8      | Wisła Tczew(b)                 | 18  |   |   |   | 24     | 43     | -19   | 13   |                   |
| 9      | Budowlani Gdynia(b)            | 18  |   |   |   | 17     | 45     | -28   | 9    | Spadek do klasy A |
| 10     | Włókniarz Starogard Gdański(b) | 18  |   |   |   | 21     | 76     | -55   | 8    | Spadek do klasy A |
| Tabela | Tabela                         | 180 |   |   |   | 340    | 340    |       | 180  |                   |

- Po zakończeniu sezonu Budowlani zostali przyłączeni do Arki Gdynia[8]

## Grupa V (poznańska)
| Lp.                | Drużyna                             | M   | Z | R | P | Bramki | Bramki | Różn. | Pkt. | Uwagi             |
| ------------------ | ----------------------------------- | --- | - | - | - | ------ | ------ | ----- | ---- | ----------------- |
| 1                  | Olimpia Poznań                      | 22  |   |   |   | 53     | 22     | +31   | 31   | Baraże o II ligę  |
| 2                  | Polonia Poznań                      | 22  |   |   |   | 50     | 27     | +23   | 30   |                   |
| 3                  | Luboński KS Luboń                   | 22  |   |   |   | 48     | 40     | +8    | 27   |                   |
| 4                  | Prosna Kalisz                       | 22  |   |   |   | 38     | 31     | +7    | 23   |                   |
| 5                  | Lech II Poznań(b)                   | 22  |   |   |   | 49     | 41     | +8    | 22   |                   |
| 6                  | Polonia Leszno                      | 22  |   |   |   | 21     | 32     | -11   | 21   |                   |
| 7                  | Kolejarz Kępno                      | 22  |   |   |   | 35     | 44     | -9    | 21   |                   |
| 8                  | Dyskobolia Grodzisk Wielkopolski(b) | 22  |   |   |   | 31     | 47     | -16   | 21   |                   |
| 9                  | Polonia Chodzież                    | 22  |   |   |   | 37     | 38     | -1    | 19   |                   |
| 10                 | Ostrovia Ostrów Wielkopolski        | 22  |   |   |   | 38     | 47     | -9    | 19   | Spadek do klasy A |
| 11                 | Stella Gniezno                      | 22  |   |   |   | 41     | 52     | -11   | 16   | Spadek do klasy A |
| 12                 | Sparta Szamotuły(b)                 | 22  |   |   |   | 26     | 56     | -30   | 14   | Spadek do klasy A |
| Różnica w bramkach | Różnica w bramkach                  | 264 |   |   |   | 467    | 477    |       | 264  |                   |

- Zmiana nazwy: Stal Pomet na Polonia Poznań, Sparta na Luboński KS.

## Grupa VI (wrocławska)
| Lp.                         | Drużyna                     | M   | Z | R | P | Bramki | Bramki | Różn. | Pkt. | Uwagi             |
| --------------------------- | --------------------------- | --- | - | - | - | ------ | ------ | ----- | ---- | ----------------- |
| 1                           | Piast Nowa Ruda             | 18  |   |   |   | 57     | 17     | +40   | 32   | awans po barażach |
| 2                           | Polonia Świdnica            | 18  |   |   |   | 35     | 29     | +6    | 22   |                   |
| 3                           | Ślęza Wrocław               | 18  |   |   |   |        |        |       | 19   |                   |
| 4                           | Nysa Kłodzko                | 18  |   |   |   |        |        |       | 18   |                   |
| 5                           | Bielawianka Bielawa(b)      | 18  |   |   |   |        |        |       | 18   |                   |
| 6                           | Olimpia Kowary(b)           | 18  |   |   |   | 29     | 33     | -4    | 17   |                   |
| 7                           | Orzeł Ząbkowice Śląskie     | 18  |   |   |   | 27     | 36     | -9    | 17   |                   |
| 8                           | Garbarnia Chojnów(b)        | 18  |   |   |   |        |        |       | 15   |                   |
| 9                           | Pafawag Wrocław             | 18  |   |   |   | 19     | 27     | -8    | 13   | Spadek do klasy A |
| 10                          | Górnik Thorez Wałbrzych(b)  | 18  |   |   |   | 24     | 39     | -15   | 9    | Spadek do klasy A |
| TabelaBrak wyników i bramek | TabelaBrak wyników i bramek | 180 |   |   |   | bd     | bd     |       | 180  |                   |

## Grupa VII (rzeszowska)
| Lp.                | Drużyna             | M   | Z  | R   | P   | Bramki | Bramki | Różn. | Pkt. | Uwagi             |
| ------------------ | ------------------- | --- | -- | --- | --- | ------ | ------ | ----- | ---- | ----------------- |
| 1                  | Legia Krosno        | 22  | 14 | 3   | 5   | 46     | 19     | +27   | 31   | awans po barażach |
| 2                  | Polonia Przemyśl    | 22  | 14 | 2   | 6   | 53     | 31     | +22   | 30   |                   |
| 3                  | Resovia             | 22  | 14 | 1   | 7   | 64     | 32     | +32   | 29   |                   |
| 4                  | Stal Stalowa Wola   | 22  | 14 | 1   | 7   | 55     | 28     | +27   | 29   |                   |
| 5                  | JKS Jarosław        | 22  | 12 | 1   | 9   | 43     | 44     | -1    | 25   |                   |
| 6                  | Górnik Gorlice      | 22  | 8  | 6   | 8   | 37     | 46     | -9    | 22   |                   |
| 7                  | Gwardia Rzeszów     | 22  | 8  | 4   | 10  | 40     | 43     | -3    | 20   |                   |
| 8                  | Czarni Jasło(b)     | 22  | 9  | 1   | 12  | 32     | 45     | -13   | 19   |                   |
| 9                  | Sanoczanka Sanok(b) | 22  | 7  | 4   | 11  | 33     | 44     | -11   | 18   |                   |
| 10                 | Czuwaj Przemyśl     | 22  | 5  | 5   | 12  | 30     | 41     | -11   | 15   |                   |
| 11                 | Stal Dęba(b)        | 22  | 2  | 10  | 10  | 26     | 51     | -25   | 14   | Spadek do klasy A |
| 12                 | Czuwaj Łańcut(b)    | 22  | 4  | 4   | 14  | 20     | 55     | -35   | 12   | Spadek do klasy A |
| TabelaBramki\| 264 | TabelaBramki\| 264  | 111 | 42 | 111 | 479 | 479    |        | 264   |      |                   |

- Beniaminkiem III ligi był triumfator klasy A rzeszowskiej w sezonie 1956, czyli Górnik Sanok. Ten zespół rozpoczął występy w III lidze edycji 1957 jako Sanoczanka Sanok. 2 lipca 1957 doszło do fuzji tego klubu z ZKS Stal Sanok, po czym do 1960 w lidze występował zespół pod nazwą RKS Sanoczanka Sanok

## Grupa VIII (łódzko-kielecka)
| Lp.    | Drużyna                         | M   | Z   | R  | P   | Bramki | Bramki | Różn. | Pkt. | Uwagi             |
| ------ | ------------------------------- | --- | --- | -- | --- | ------ | ------ | ----- | ---- | ----------------- |
| 1      | Włókniarz Pabianice             | 25  | 21  | 1  | 3   | 112    | 35     | +77   | 43   | Baraże do II ligi |
| 2      | Star Starachowice               | 26  | 18  | 3  | 5   | 71     | 25     | +46   | 39   | Do gr. kieleckiej |
| 3      | Radomiak Radom                  | 26  | 15  | 4  | 7   | 68     | 41     | +27   | 34   | Do gr. kieleckiej |
| 4      | Granat Skarżysko-Kamienna       | 26  | 16  | 1  | 9   | 53     | 29     | +24   | 33   | Do gr. kieleckiej |
| 5      | Sparta Kazimierza Wielka        | 26  | 12  | 6  | 8   | 53     | 56     | -3    | 30   | Do gr. kieleckiej |
| 6      | Partyzant Kielce                | 26  | 12  | 3  | 11  | 62     | 49     | +13   | 27   | Do gr. kieleckiej |
| 7      | ŁKS Ib Łódź(b)                  | 26  | 11  | 3  | 12  | 56     | 60     | -4    | 25   |                   |
| 8      | Kolejarz Łódź                   | 26  | 9   | 6  | 11  | 46     | 53     | -7    | 24   |                   |
| 9      | KSZO Ostrowiec Świętokrzyski(b) | 25  | 9   | 5  | 11  | 44     | 50     | -6    | 23   | Do gr. kieleckiej |
| 10     | Włókniarz Zgierz                | 26  | 9   | 4  | 13  | 42     | 63     | -21   | 22   |                   |
| 11     | Start Łódź                      | 26  | 7   | 7  | 12  | 39     | 58     | -19   | 21   |                   |
| 12     | Lechia Tomaszów Mazowiecki      | 26  | 6   | 5  | 15  | 31     | 62     | -31   | 17   |                   |
| 13     | Włókniarz Zduńska Wola          | 26  | 3   | 6  | 17  | 26     | 69     | -43   | 12   | Spadek do klasy A |
| 14     | Czarni Radomsko(b)              | 26  | 5   | 2  | 19  | 26     | 79     | -53   | 12   | Spadek do klasy A |
| Tabela | Tabela                          | 362 | 153 | 56 | 153 | 729    | 729    |       | 362  |                   |

- Od nowego sezonu ta grupa została rozdzielona na dwie grupy: „łódzką” i „kielecką”.
- Zmiana nazwy: Stal na Granat Skarżysko-Kamienna, Gwardia na Partyzant Kielce
- Mecz z 26 kolejki: Włókniarz Pabianice – KSZO Ostrowiec został nie rozegrany.

## Grupa IX (szczecińsko-koszalińska)
| Lp.    | Drużyna                | M   | Z  | R | P  | Bramki | Bramki | Różn. | Pkt. | Uwagi             |
| ------ | ---------------------- | --- | -- | - | -- | ------ | ------ | ----- | ---- | ----------------- |
| 1      | Pogoń Szczecin         | 18  | 17 | 0 | 1  | 118    | 11     | +107  | 34   | awans po barażach |
| 2      | Stal Stocznia Szczecin | 18  | 13 | 2 | 3  | 55     | 26     | +29   | 28   | Po sez. wycofana  |
| 3      | Darzbór Szczecinek     | 17  | 9  | 4 | 4  | 45     | 32     | +13   | 23   |                   |
| 4      | Gryf Słupsk(b)         | 16  | 7  | 3 | 6  | 27     | 24     | +3    | 17   |                   |
| 5      | Czarni Słupsk(b)       | 18  | 7  | 3 | 8  | 33     | 34     | -1    | 17   |                   |
| 6      | Czarni Szczecin(b)     | 17  | 7  | 3 | 7  | 46     | 53     | -7    | 17   |                   |
| 7      | Ina Goleniów(b)        | 18  | 4  | 4 | 10 | 22     | 70     | -48   | 12   |                   |
| 8      | Pogoń Barlinek         | 18  | 5  | 1 | 12 | 27     | 49     | -22   | 11   |                   |
| 9      | AZS Szczecin(b)        | 18  | 3  | 3 | 12 | 20     | 57     | -37   | 9    | Spadek do klasy A |
| 10     | Granit Koszalin(b)     | 18  | 4  | 0 | 14 | 31     | 68     | -37   | 8    | Spadek do klasy A |
| Tabela | Tabela                 | 176 |    |   |    | 424    | 424    |       | 176  |                   |

- Brak wyników Gryfa Słupsk z Darzborem Szczecinek i Czarnymi Szczecin.
- zmiana nazwy Stal na Stal Stocznia Szczecin
- Gryf Słupsk przejął miejsce wycofanego LZS Grapice
- W styczniu 1958 Stal Stocznia połączyła się z Chrobrym Szczecin tworząc Arkonię. Miejsce Stali w nowym sezonie zajął rezerwowy zespół Arkonii.

## Grupa X (zagłębiowska)sosnowiecka
| Lp.    | Drużyna                 | M   | Z  | R  | P  | Bramki | Bramki | Różn. | Pkt. | Uwagi             |
| ------ | ----------------------- | --- | -- | -- | -- | ------ | ------ | ----- | ---- | ----------------- |
| 1      | Victoria Częstochowa(b) | 18  | 11 | 3  | 4  | 38     | 23     | +15   | 25   | Baraże do II ligi |
| 2      | Raków Częstochowa(b)    | 18  | 9  | 4  | 5  | 47     | 27     | +20   | 22   |                   |
| 3      | Zagłębianka Będzin(b)   | 18  | 10 | 2  | 6  | 36     | 21     | +15   | 22   |                   |
| 4      | AKS Niwka (Sosnowiec)   | 18  | 9  | 3  | 6  | 39     | 32     | +7    | 21   |                   |
| 5      | Warta Zawiercie(b)      | 18  | 8  | 3  | 7  | 40     | 28     | +12   | 19   |                   |
| 6      | Skra Częstochowa        | 18  | 7  | 4  | 7  | 40     | 29     | +11   | 18   |                   |
| 7      | Sarmacja Będzin(b)      | 18  | 8  | 1  | 9  | 33     | 45     | -12   | 17   |                   |
| 8      | Stal Poręba(b)          | 18  | 6  | 3  | 9  | 35     | 50     | -15   | 15   |                   |
| 9      | Stal II Sosnowiec(b)    | 18  | 6  | 2  | 10 | 28     | 48     | -20   | 14   | Spadek do klasy A |
| 10     | CKS Czeladź(b)          | 18  | 3  | 1  | 14 | 26     | 59     | -33   | 7    | Spadek do klasy A |
| Tabela | Tabela                  | 180 | 77 | 26 | 77 | 362    | 362    |       | 180  |                   |

## Grupa XI (bydgoska)
| Lp.                        | Drużyna                     | M   | Z | R | P | Bramki | Bramki | Różn. | Pkt. | Uwagi             |
| -------------------------- | --------------------------- | --- | - | - | - | ------ | ------ | ----- | ---- | ----------------- |
| 1                          | Kujawiak Włocławek          | 18  |   |   |   | 42     | 16     | +26   | 25   | Baraże do II ligi |
| 2                          | Cuiavia Inowrocław(b)       | 18  |   |   |   | 36     | 18     | +18   | 24   |                   |
| 3                          | Brda Bydgoszcz              | 18  |   |   |   | 41     | 20     | +21   | 21   |                   |
| 4                          | Wisła Grudziądz(b)          | 18  |   |   |   | 39     | 30     | +9    | 21   |                   |
| 5                          | Olimpia Grudziądz           | 18  |   |   |   | 34     | 26     | +8    | 17   |                   |
| 6                          | Chojniczanka Chojnice       | 18  |   |   |   | 25     | 33     | -8    | 17   |                   |
| 7                          | Unia Wąbrzeźno(b)           | 18  |   |   |   | 35     | 44     | -9    | 16   |                   |
| 8                          | Unia Włocławek(b)           | 18  |   |   |   | 38     | 43     | -5    | 14   |                   |
| 9                          | Czarni Nakło nad Notecią(b) | 18  |   |   |   | 23     | 51     | -28   | 13   | Spadek do klasy A |
| 10                         | Stal Włocławek (b)          | 18  |   |   |   | 23     | 45     | -22   | 12   | Spadek do klasy A |
| Różnica w bramkach, Tabela | Różnica w bramkach, Tabela  | 180 |   |   |   | 336    | 326    |       | 180  |                   |

- Zmiana nazwy Sparta Grudziądz na Olimpia Grudziądz

## Grupa XII (olsztyńska)
| Lp.                      | Drużyna                    | M   | Z  | R  | P  | Bramki | Bramki | Różn. | Pkt. | Uwagi             |
| ------------------------ | -------------------------- | --- | -- | -- | -- | ------ | ------ | ----- | ---- | ----------------- |
| 1                        | Warmia Olsztyn             | 16  | 16 | 0  | 0  | 79     | 11     | +68   | 32   | Baraże do II ligi |
| 2                        | OKS Olsztyn(b)             | 16  | 11 | 1  | 4  | 50     | 17     | +33   | 23   |                   |
| 3                        | Granica Kętrzyn(b)         | 16  | 9  | 2  | 5  | 35     | 52     | -17   | 20   |                   |
| 4                        | Sokół Ostróda(b)           | 16  | 8  | 3  | 5  | 44     | 20     | +24   | 19   |                   |
| 5                        | Jeziorak Iława(b)          | 16  | 7  | 1  | 8  | 32     | 29     | +3    | 15   |                   |
| 6                        | Olimpia Olsztynek(b)       | 16  | 5  | 2  | 9  | 24     | 54     | -30   | 12   |                   |
| 7                        | Gwardia Olsztyn(b)         | 16  | 5  | 1  | 10 | 23     | 36     | -13   | 11   |                   |
| 8                        | Drwęca Nowe Miasto(b)      | 16  | 1  | 4  | 11 | 12     | 59     | -47   | 6    | Spadek do klasy A |
| 9                        | Działdowianka Działdowo(b) | 16  | 2  | 2  | 12 | 17     | 52     | -35   | 6    | Spadek do klasy A |
| TabelaRóżnice w bramkach | TabelaRóżnice w bramkach   | 144 | 64 | 16 | 64 | 316    | 330    |       | 144  |                   |

## Grupa XIII (opolska)
| Lp.                      | Drużyna                     | M   | Z | R | P | Bramki | Bramki | Różn. | Pkt. | Uwagi             |
| ------------------------ | --------------------------- | --- | - | - | - | ------ | ------ | ----- | ---- | ----------------- |
| 1                        | Unia Racibórz               | 22  |   |   |   | 78     | 25     | +53   | 36   | awans po barażach |
| 2                        | Kolejarz Kluczbork          | 22  |   |   |   | 51     | 22     | +29   | 30   |                   |
| 3                        | Unia Kędzierzyn             | 22  |   |   |   | 37     | 26     | +11   | 27   |                   |
| 4                        | KS 92 Krapkowice(b)         | 22  |   |   |   | 44     | 34     | +10   | 26   |                   |
| 5                        | Silesia Otmęt               | 22  |   |   |   | 37     | 35     | +2    | 22   |                   |
| 6                        | Pogoń Prudnik               | 22  |   |   |   | 28     | 30     | -2    | 21   |                   |
| 7                        | Stal Zawadzkie(b)           | 22  |   |   |   | 35     | 38     | -3    | 21   |                   |
| 8                        | Czarni Głuchołazy(b)        | 22  |   |   |   | 38     | 38     | 0     | 20   |                   |
| 9                        | Polonia Nysa(b)             | 22  |   |   |   | 26     | 42     | -16   | 20   |                   |
| 10                       | Stal Ozimek(b)              | 22  |   |   |   | 29     | 35     | -6    | 18   |                   |
| 11                       | Sparta Kluczbork(b)         | 22  |   |   |   | 35     | 54     | -19   | 14   | Spadek do klasy A |
| 12                       | Włókniarz Dobrzeń Wielki(b) | 22  |   |   |   | 18     | 67     | -49   | 9    | Spadek do klasy A |
| TabelaRóżnice w bramkach | TabelaRóżnice w bramkach    | 264 |   |   |   | 456    | 446    |       | 264  |                   |

- Zmiana nazwy: Włókniarz na Silesia Otmęt, KKS na Kolejarz Kluczbork.

## Grupa XIV (lubelska)
| Lp.    | Drużyna                   | M   | Z  | R | P | Bramki | Bramki | Różn. | Pkt. | Uwagi             |
| ------ | ------------------------- | --- | -- | - | - | ------ | ------ | ----- | ---- | ----------------- |
| 1      | Lublinianka Lublin        | 14  | 10 | 3 | 1 | 39     | 10     | +29   | 23   | Baraże do II ligi |
| 2      | Motor Lublin              | 14  | 7  | 5 | 2 | 24     | 16     | +8    | 19   |                   |
| 3      | WKS Chełm(b)              | 14  | 5  | 4 | 5 | 16     | 19     | -3    | 14   |                   |
| 4      | Hetman Zamość(b)          | 14  | 4  | 5 | 5 | 23     | 29     | -6    | 13   |                   |
| 5      | Stal Kraśnik Fabryczny(b) | 14  | 4  | 6 | 4 | 19     | 20     | -1    | 12   |                   |
| 6      | Unia Lublin(b)            | 14  | 3  | 5 | 6 | 20     | 24     | -4    | 11   |                   |
| 7      | Technik Zamość(b)         | 14  | 2  | 6 | 6 | 13     | 23     | -10   | 10   |                   |
| 8      | Avia Świdnik              | 14  | 4  | 2 | 8 | 16     | 29     | -13   | 10   |                   |
| Tabela | Tabela                    | 112 |    |   |   | 170    | 170    |       | 112  |                   |

- Technik Zamość oraz WKS Lublin (kluby wojskowe, które zostały wycofane z rozgrywek w 1953 roku) zostały zakwalifikowane do III ligi bez eliminacji[14]. WKS to kontynuator Lublinianki, ale ponieważ nazwa ta została przejęta przez klub Ogniwo to WKS w trakcie sezonu przybrał przedwojenną nazwę Lublinianki – Unię.
- Zmiana nazwy: Gwardia na WKS Chełm, Stal na Avia Świdnik oraz Stal FSC na Motor Lublin

## Grupa XV (zielonogórska)
| Lp.    | Drużyna                     | M   | Z | R | P | Bramki | Bramki | Różn. | Pkt. | Uwagi             |
| ------ | --------------------------- | --- | - | - | - | ------ | ------ | ----- | ---- | ----------------- |
| 1      | Warta Gorzów Wielkopolski   | 18  |   |   |   | 49     | 16     | +33   | 30   | Baraże do II ligi |
| 2      | Stal Nowa Sól               | 18  |   |   |   | 41     | 16     | +25   | 25   |                   |
| 3      | Promień Żary(b)             | 18  |   |   |   | 55     | 22     | +33   | 25   |                   |
| 4      | Unia Gorzów Wielkopolski(b) | 18  |   |   |   | 45     | 29     | +16   | 20   |                   |
| 5      | Lechia Zielona Góra         | 18  |   |   |   | 29     | 30     | -1    | 20   |                   |
| 6      | Odra Krosno Odrzańskie(b)   | 18  |   |   |   | 32     | 31     | +1    | 17   |                   |
| 7      | Orzeł Międzyrzecz(b)        | 18  |   |   |   | 25     | 38     | -8    | 16   |                   |
| 8      | Iskra Wymiarki(b)           | 18  |   |   |   | 33     | 59     | -26   | 12   |                   |
| 9      | Termostal Świebodzin (b)    | 18  |   |   |   | 24     | 52     | -28   | 10   | spadek do Klasy A |
| 10     | Budowlani Gozdnica(b)       | 18  |   |   |   | 12     | 52     | -40   | 5    | spadek do Klasy A |
| Tabela | Tabela                      | 180 |   |   |   | 345    | 345    |       | 180  |                   |

## Eliminacje do II ligi

### Grupa I
| Lp. | Drużyna          | M | Z | R | P | Bramki | Bramki | Różn. | Pkt. | Uwagi            |
| --- | ---------------- | - | - | - | - | ------ | ------ | ----- | ---- | ---------------- |
| 1   | Piast Nowa Ruda  | 6 | 5 | 0 | 1 | 15     | 10     | +5    | 10   | Awans do II ligi |
| 2   | Polonia Warszawa | 6 | 4 | 1 | 1 | 11     | 5      | +6    | 9    |                  |
| 3   | Warmia Olsztyn   | 6 | 2 | 0 | 4 | 9      | 10     | -1    | 4    |                  |
| 4   | Olimpia Poznań   | 6 | 0 | 1 | 5 | 5      | 15     | -10   | 1    |                  |

| Lp. | Gospodarz / Gość → | PIA | POL | WAR | OLI |
| --- | ------------------ | --- | --- | --- | --- |
| 1   | Piast Nowa Ruda    | X   | 2:1 | 3:1 | 4:2 |
| 2   | Polonia Warszawa   | 4:1 | X   | 2:1 | 0:0 |
| 3   | Warmia Olsztyn     | 1:3 | 0:1 | X   | 3:1 |
| 3   | Olimpia Poznań     | 1:2 | 1:3 | 0:3 | X   |

### Grupa II
| Lp. | Drużyna                   | M | Z | R | P | Bramki | Bramki | Różn. | Pkt. | Uwagi            |
| --- | ------------------------- | - | - | - | - | ------ | ------ | ----- | ---- | ---------------- |
| 1   | Pogoń Szczecin            | 6 | 6 | 0 | 0 | 37     | 2      | +35   | 12   | Awans do II ligi |
| 2   | Warta Gorzów Wielkopolski | 6 | 3 | 0 | 3 | 8      | 15     | -7    | 6    |                  |
| 3   | Flota Gdynia              | 6 | 2 | 0 | 4 | 4      | 15     | -11   | 4    |                  |
| 4   | Kujawiak Włocławek        | 6 | 1 | 0 | 5 | 5      | 22     | -17   | 2    |                  |

| Lp. | Gospodarz / Gość →        | POG | WAR | FLO | KUJ  |
| --- | ------------------------- | --- | --- | --- | ---- |
| 1   | Pogoń Szczecin            | X   | 5:0 | 4:0 | 10:1 |
| 2   | Warta Gorzów Wielkopolski | 0:6 | X   | 2:0 | 2:0  |
| 3   | Flota Gdynia              | 0:5 | 3:1 | X   | 1:0  |
| 3   | Kujawiak Włocławek        | 0:7 | 1:2 | 3:0 | X    |

### Grupa III
| Lp. | Drużyna              | M | Z | R | P | Bramki | Bramki | Różn. | Pkt. | Uwagi            |
| --- | -------------------- | - | - | - | - | ------ | ------ | ----- | ---- | ---------------- |
| 1   | Unia Racibórz        | 6 | 6 | 0 | 0 | 19     | 4      | +15   | 12   | Awans do II ligi |
| 2   | Victoria Częstochowa | 6 | 3 | 0 | 3 | 7      | 14     | -7    | 6    |                  |
| 3   | Wawel Wirek          | 6 | 2 | 1 | 3 | 11     | 11     | 0     | 5    |                  |
| 4   | Lublinianka Lublin   | 6 | 0 | 1 | 5 | 4      | 12     | -8    | 1    |                  |

| Lp. | Gospodarz / Gość →   | UNI | VIC | WAW | LUB |
| --- | -------------------- | --- | --- | --- | --- |
| 1   | Unia Racibórz        | X   | 3:0 | 4:1 | 3:0 |
| 2   | Victoria Częstochowa | 0:3 | X   | 2:1 | 1:0 |
| 3   | Wawel Wirek          | 3:4 | 4:0 | X   | 1:0 |
| 3   | Lublinianka Lublin   | 0:2 | 3:4 | 1:1 | X   |

### Grupa IV
| Lp. | Drużyna             | M | Z | R | P | Bramki | Bramki | Różn. | Pkt. | Uwagi            |
| --- | ------------------- | - | - | - | - | ------ | ------ | ----- | ---- | ---------------- |
| 1   | Legia Krosno        | 6 | 4 | 1 | 1 | 11     | 6      | +5    | 9    | Awans do II ligi |
| 2   | Włókniarz Pabianice | 6 | 3 | 1 | 2 | 13     | 6      | +7    | 7    |                  |
| 3   | Ruch Radzionków     | 6 | 1 | 2 | 3 | 8      | 14     | -6    | 4    |                  |
| 4   | Unia Oświęcim       | 6 | 0 | 4 | 2 | 3      | 9      | -6    | 4    |                  |

| Lp. | Gospodarz / Gość →  | LEG | WŁÓ | RUC | UNI |
| --- | ------------------- | --- | --- | --- | --- |
| 1   | Legia Krosno        | X   | 1:0 | 4:3 | 1:0 |
| 2   | Włókniarz Pabianice | 2:0 | X   | 3:0 | 6:1 |
| 3   | Ruch Radzionków     | 1:5 | 3:1 | X   | 0:0 |
| 3   | Unia Oświęcim       | 0:0 | 1:1 | 1:1 | X   |